# Mateo García
Mateo Ezequiel García (Córdoba, 10 settembre 1996) è un calciatore argentino, centrocampista dell'Atlas.

## Caratteristiche tecniche
È un centrocampista offensivo che può essere impiegato sia come trequartista che come mezz'ala.

## Carriera

### Esordio con l'instituto
Cresciuto nel settore giovanile dell'Instituto (C), ha esordito in prima squadra il 6 giugno 2014 disputando l'incontro di Primera B Nacional perso per 1-0 contro il Defensa y Justicia. Il 24 maggio 2015 mette a segno il suo primo gol da professionista, in occasione della partita di campionato vinta per 2-0 contro l'All Boys.

### Las Palmas e i vari prestiti
Il 5 agosto 2016 Mateo García viene acquistato dal Las Palmas, club della Primera División spagnola, per 0,44 milioni di €. Il calciatore firma un contratto quadriennale col club canario ed esordisce il 10 settembre in occasione del match perso per 2-1 contro il Siviglia. Mateo mette a segno la sua prima rete con la nuova squadra il 20 dicembre 2016 aprendo le marcature nel 2-1 finale, contro l'Huesca in Coppa del Re. Nonostante la buona stagione disputata, condita da un assist e un gol realizzati nella vittoria esterna per 3-2 contro l'Atlético Madrid in coppa, a fine stagione viene ceduto in prestito annuale all'Osasuna in Segunda División. Nella sessione invernale di calcio mercato viene ceduto fino al termine della stagione all'Alcorcón. Alla seconda presenza col club madrileno mette a segno il gol vittoria contro il Cadice.

### Il prestito all'Arīs Salonicco
Il 5 luglio 2018 viene ceduto in prestito all'Arīs Salonicco, club di Souper Ligka Ellada. Esordisce col club macedone il 27 agosto 2018 mettendo a segno un gol e un assist nella vittoria per 3-0 al municipale di Lamia. Il 26 settembre
2018 segna il gol dell'1-1 nel derby di Salonicco contro il PAOK. Il 30 settembre viene nominato MVP in occasione della vittoria per 2-0 contro l'Asteras Tripolīs, in cui si procura il calcio di rigore da cui scaturisce il vantaggio e poi mette a segno la rete che chiude l'incontro. Il 5 maggio 2019 mette a segno una doppietta in occasione dell'ultima partita di campionato, vinta per 7-2 contro lo Xanthī. Mateo conclude la sua avventura in Grecia con un totale di 32 presenze e 11 reti.

### Stella Rossa di Belgrado
Il 18 agosto 2019 la Stella Rossa acquista le prestazioni di Mateo García dal Las Palmas per 1,8 milioni di euro, facendo firmare al calciatore un contratto quadriennale. Il trasferimento del calciatore argentino risulta essere il secondo più oneroso della storia del club serbo, dopo quello di Richmond Boakye. Fa il debutto con il nuovo club il 21 agosto, in occasione dell'incontro valido per i play-off di UEFA Champions League contro gli svizzeri dello Young Boys, mettendo a segno la rete del momentaneo vantaggio nel 2-2 finale. Conclude la stagione con 24 presenze e 5 reti, che aiutano la squadra di Belgrado a vincere il sesto titolo di campione di Serbia.

### Il ritorno all'Arīs Salonicco
Il 2 ottobre 2020 Mateo García torna all'Arīs firmando un contratto di quattro anni. Il club greco paga alla Stella Rossa una clausola di 1,3 milioni di euro per assicurarsi le prestazioni della mezz'ala. Va in rete per la prima volta, nella sua seconda avventura con i gialloneri, il 18 aprile 2021 in occasione della vittoria esterna per 2-1 contro il Panathīnaïkos. L'11 agosto 2022 gioca la sua partita numero 100 con la maglia dell'Aris. Dopo aver collezionato 136 presenze e messo a segno 20 reti, Mateo si trasferisce al club messicano dell'Atlas.

## Statistiche

### Presenze e reti nei club
Statistiche aggiornate al 31 maggio 2023.
| Stagione              | Squadra               | Campionato            | Campionato | Campionato | Coppe nazionali | Coppe nazionali | Coppe nazionali | Coppe continentali | Coppe continentali | Coppe continentali | Altre coppe | Altre coppe | Altre coppe | Totale | Totale |
| Stagione              | Squadra               | Comp                  | Pres       | Reti       | Comp            | Pres            | Reti            | Comp               | Pres               | Reti               | Comp        | Pres        | Reti        | Pres   | Reti   |
| --------------------- | --------------------- | --------------------- | ---------- | ---------- | --------------- | --------------- | --------------- | ------------------ | ------------------ | ------------------ | ----------- | ----------- | ----------- | ------ | ------ |
| 2013-2014             | Instituto (C)         | PBN                   | 1          | 0          | CA              | 2               | 0               |                    | -                  | -                  |             | -           | -           | 3      | 0      |
| 2014                  | Instituto (C)         | PBN                   | 2          | 0          |                 | -               | -               |                    | -                  | -                  |             | -           | -           | 2      | 0      |
| 2015                  | Instituto (C)         | PBN                   | 20         | 1          |                 | -               | -               |                    | -                  | -                  |             | -           | -           | 20     | 1      |
| 2016                  | Instituto (C)         | PBN                   | 19         | 2          | CA              | 1               | 0               |                    | -                  | -                  |             | -           | -           | 20     | 2      |
| Totale Instituto      | Totale Instituto      | Totale Instituto      | 42         | 3          |                 | 3               | 0               |                    | -                  | -                  |             | -           | -           | 45     | 3      |
| 2016-2017             | Las Palmas            | PD                    | 19         | 2          | CR              | 4               | 2               |                    | -                  | -                  |             | -           | -           | 23     | 4      |
| ago.-dic. 2017        | Osasuna               | SD                    | 11         | 0          | CR              | 1               | 0               |                    | -                  | -                  |             | -           | -           | 12     | 0      |
| gen.-giu. 2018        | Alcorcón              | SD                    | 21         | 2          | CR              | -               | -               |                    | -                  | -                  |             | -           | -           | 21     | 2      |
| 2018-2019             | Arīs Salonicco        | SL                    | 30         | 10         | KE              | 2               | 1               |                    | -                  | -                  |             | -           | -           | 32     | 11     |
| 2019-2020             | Stella Rossa          | SL                    | 15         | 4          | KS              | 1               | 0               | UCL                | 8                  | 1                  |             | -           | -           | 24     | 5      |
| 2020-2021             | Arīs Salonicco        | SL                    | 29         | 1          | KE              | 2               | 1               |                    | -                  | -                  |             | -           | -           | 31     | 2      |
| 2021-2022             | Arīs Salonicco        | SL                    | 30         | 4          | KE              | 3               | 0               | ECL                | 2                  | 0                  |             | -           | -           | 35     | 4      |
| 2022-2023             | Arīs Salonicco        | SL                    | 33         | 3          | KE              | 3               | 0               | ECL                | 2                  | 0                  |             | -           | -           | 38     | 3      |
| Totale Arīs Salonicco | Totale Arīs Salonicco | Totale Arīs Salonicco | 122        | 18         |                 | 10              | 2               |                    | 4                  | 0                  |             | -           | -           | 136    | 20     |
| Totale carriera       | Totale carriera       | Totale carriera       | 230        | 29         |                 | 19              | 4               |                    | 12                 | 1                  |             | -           | -           | 261    | 34     |

## Palmarès

### Club

#### Competizioni nazionali
- Campionato serbo: 1

Stella Rossa: 2019-2020